# Google Cultural Institute
Google Cultural Institute – uruchomione w 2011 roku przedsięwzięcie non-profit, które razem z partnerami z organizacji kulturalnych stawia sobie za cel udostępnianie online światowego dziedzictwa kulturowego. 
Dyrektorem Google Cultural Institute jest założyciel Google Art Project, Amit Sood.

## Działalność
Celem Google Cultural Institute jest digitalizacja artefaktów z muzeów, uniwersytetów i z innych kolekcji i ich udostępnianie on-line. W październiku 2012 roku serwis oferował 42 wystawy online przygotowane przez 17 partnerów projektu (włączając muzea i instytucje kulturalne).
Niektóre z wystaw: 
- Tragic love at Auschwitz – historia Edka i Mali, pary próbującej uciec z obozu koncentracyjnego Auschwitz-Birkenau,
- Jan Karski, Humanity's hero – osobiste świadectwo Jana Karskiego, który postawił sobie za cel poinformowanie światowej opinii publicznej o Holokauście
- Steve Biko – historia ruchu przeciwko apartheidowi, w tym 9 dokumentów, opublikowanych po raz pierwszy w domenie publicznej
- D-Day – szczegółowe przedstawienie lądowania w Normandii, w tym kolorowe fotografie, prywatna korespondencja i rozkaz rozpoczęcia operacji D-Day, wydany przez admirała Ramsaya
- The Coronation of Queen Elizabeth II – koronacja Elżbiety II z 1953 roku[3].

Trzy główne działy Google Cultural Institute to: Google Art Project, Historic Moments i World Wonders. Serwis umożliwia obejrzenie dzieł sztuki w wysokiej jakości, odbycie wirtualnej wycieczki po instytucji, uczestnictwo w wystawie lub obejrzenie miejsca z Listy Światowego Dziedzictwa UNESCO. Za pośrednictwem Google Open Gallery pracownicy instytucji kultury oraz artyści mogą samodzielnie publikować materiały w serwisie. Materiały audiowizualne serwisu udostępniane są na oficjalnym kanale w YouTube. Google Cultural Institute zrzesza ponad 400 instytucji z 50 krajów. Do 2014 roku w ramach serwisu zgromadzono 6 milionów obiektów muzealnych, 57 tysięcy dzieł sztuki i 8 tysięcy artystów. Obok muzeów światowych swoje kolekcje online przedstawiają następujące polskie instytucje: 
- Państwowe Muzeum Auschwitz-Birkenau w Oświęcimiu,
- Muzeum Sztuki w Łodzi,
- Muzeum Pałacu Króla Jana III w Wilanowie,
- Narodowy Instytut Audiowizualny,
- Narodowy Instytut Fryderyka Chopina,
- Instytut Adama Mickiewicza,
- Filmoteka Narodowa,
- Muzeum Historii Polski w Warszawie[4].